# Omstart (spex)
Omstart är en term inom den studentikosa världen då publiken vill ha ett extranummer. Då omstart ropas upprepade gånger i kör av publiken, ofta i kombination med handklappning, åläggs uppträdarna att komma med ett nytt fyndigt nummer. Omstarter förekommer vanligtvis vid spex.
Inom spex används omstart oftast efter sångnummer, dåliga ordvitsar, då dekor går sönder, eller då någon dör.
Då teknologer vill känna sig spexiga brukar de ropa Ohmstart.